# I Say I Say I Say
Albums de Erasure
Pop! The Videos
(1992) Erasure
(1995)
Singles
I Say I Say I Say est le sixième album studio du groupe anglais Erasure, paru le 16 mai 1994 (au Royaume-Uni). En incluant la compilation Pop! The First 20 Hits, I Say I Say I Say fut le cinquième -et dernier- album d'Erasure à se classer n°1 des ventes d'albums musicaux au Royaume-Uni.
Enregistré pour partie à Dublin et pour l'autre dans les studios habituels de Mute Records à Londres, cet album dérogeait aux habitudes d'enregistrement du groupe. En effet, tandis que Vince Clarke créait toujours sa musique en premier lieu, I Say I Say I Say fut entièrement construit autour de la  voix d'Andy Bell qui enregistra donc d'abord le chant principal et les chœurs. C'est ensuite seulement que Vince Clarke ajouta ses arrangements par-dessus. Au point de vue instrumental, cet album confirmait l'option « vintage » initiée dans le précédent album d'Erasure, Chorus (1991), en s'appuyant exclusivement sur des synthétiseurs analogiques de collection et de sons 8-bits de jeux vidéo de première génération. L'ensemble fut produit par Martyn Ware, un ancien membre fondateur des groupes new wave The Human League et Heaven 17.
Au point de vue du chant, Andy Bell présente sur cet album une voix de fausset, avec les timbres les plus haut-perchés de tout le répertoire d'Erasure. On note également la participation du chœur d'enfants de la Cathédrale Saint-Patrick de Dublin sur les deux chansons So The Story Goes et Miracle, sous la direction de John Dexter.
Cet album se distingue également par son design très soigné, proposant une peinture originale d'un cadre bucolique en nocturne par Mike Cosford. Les pochettes des trois singles extraits de cet album représentent ce même paysage, mais de jour et capté à différentes saisons dont seul l'hiver est absent : le printemps pour Always, l'été pour Run To The Sun et l'automne pour I Love Saturday. La modernité du logo en images de synthèse (avec effet 3D), qui incorpore des composants électroniques pour former certaines lettres du mot « erasure », fait contraste avec le caractère féerique des peintures. L'ensemble illustre fidèlement la musique de cet album, à la fois poétique et high-tech. En mai et juin 1994, une campagne publicitaire utilisa ce logo sur fond blanc, accompagné de la date de sortie de l'album I Say I Say I Say, sur des affiches géantes dans quelques grandes villes du Royaume-Uni.
Une édition CD limitée de l'album sortit également sous la forme d'une pochette cartonnée, de mêmes dimensions que celles d'un 33 tours vinyle (30 × 30 cm), déployant un "château de conte de fées" à l'ouverture.
Cinquième album d'Erasure à s'être classé n°1 des ventes d'albums et disque d'or en Grande-Bretagne, cet album fut également l'un des seuls succès d'Erasure aux États-Unis, un pays où le groupe perce difficilement, s'y classant à la 18e place des ventes d'albums. I Say I Say I Say s'est aussi très bien classé en de nombreux pays, élargissant l'audience habituelle du groupe à des contrées où il était jusqu'alors inconnu, comme la Turquie et quelques pays d'Asie (les Philippines, la Corée du Sud, Taïwan et Singapour), notamment grâce au succès du single Always à l'esthétique asiatique, réalisé par le Français Jan Kounen. Il est d'ailleurs à noter que les éditions sud-américaines de l'album I Say I Say I Say incluaient une plage supplémentaire en bonus : un réenregistrement de la chanson Always, entièrement rechantée en espagnol par Andy Bell, sous le titre Siempre. Avec cet album, Erasure connut en 1994 le plus grand succès international de sa carrière, même si les ventes commencent déjà à décliner au Royaume-Uni où l'album ne décroche qu'un seul "disque d'or" alors que les cinq précédents albums d'Erasure avaient tous été certifiés "disque de platine".
Le second single, Run to the Sun, parut fin juillet 1994 et resta longtemps le dernier Top 10 d'Erasure, jusqu'à ce qu'il soit détrôné par le single Breathe, en 2005. Il faudra attendre 2003 pour que le single Solsbury Hill permette à Erasure de retrouver le Top 10 des singles britannique. Le vidéo-clip de Run to the Sun fut tourné à Berlin, dans l'Alexanderplatz, sur le planétarium de l'Horloge Universelle Urania. On y remarque le futur acteur britannique Jason Statham, alors âgé de 26 ans, en tant que figurant body-buildé, le corps enduit de maquillage argenté et vêtu d'un simple caleçon, prenant des postures mettant sa musculature en évidence.
En dépit de son succès, I Say I Say I Say reste (avec Loveboat) le seul album d'Erasure à n'avoir été suivi d'aucune tournée ; ceci en raison du souhait de Vince Clarke d'arrêter définitivement les concerts pour se consacrer exclusivement au travail en studio, n'appréciant guère la vie en tournée. Il reviendra sur sa décision deux ans plus tard, fin 1996, à l'occasion du Tiny Tour, galop d'essai avant l'une des plus importantes tournées d'Erasure : les Cowboy Concerts, en 1997.
Durant les mois de février et mars 2010, soit presque 16 ans après sa sortie, la chanson Always connut un brusque regain de popularité sur internet en servant de thème musical au jeu vidéo gratuit en ligne Robot Unicorn Attack, sorti le 11 février 2010. La version utilisée dans ce jeu est le 2009 Mix, que l'on trouve sur la compilation Total Pop! The First 40 Hits ainsi que sur l'album de remixes Pop! Remixed.
Le 8 avril 2016, dans le cadre de la célébration des 30 ans d'Erasure, l'album I Say I Say I Say est réédité au format vinyle 33 tours..
Le 5 novembre 2021, l'album I Say I Say I Say est réédité en un coffret cartonné Deluxe double-CD qui se classe au numéro 96 des ventes d'albums au Royaume-Uni. Ce coffret inclut :
1. un premier CD répliquant l'album d'origine, en version remasterisée, augmenté des faces B initialement publiées sur les trois singles extraits de cet album.
2. un deuxième CD compilant diverses versions remixées de chansons de l'album, certaines versions rares, d'autres plus courantes, quelques versions démo et sessions enregistrées à la BBC
3. un livret d'une quinzaine de pages incluant une notice retraçant la conception de l'album

## Classements parmi les ventes de disques
| Pays               | Meilleure position |
| ------------------ | ------------------ |
| Royaume-Uni        | 1                  |
| Singapour          | 1                  |
| Autriche           | 2                  |
| République tchèque | 2                  |
| Suède              | 3                  |
| Union européenne   | 5                  |
| Allemagne          | 6                  |
| Hong Kong          | 6                  |
| Israël             | 8                  |
| Danemark           | 9                  |
| Argentine          | 10                 |
| Grèce              | 10                 |
| Afrique du Sud     | 12                 |
| Irlande            | 13                 |
| Finlande           | 17                 |
| Suisse             | 17                 |
| États-Unis         | 18                 |
| Belgique           | 19                 |
| Hongrie            | 19                 |
| Norvège            | 31                 |
| Canada             | 32                 |
| Espagne            | 33                 |
| Pays-Bas           | 85                 |
| Australie          | 107                |

## Chiffres de ventes
- États-Unis : 400 000 exemplaires vendus

## Détail des plages

### Album original, 1994
| 1.    | Take Me Back            | 4:55 |
| 2.    | I Love Saturday         | 4:02 |
| 3.    | Man in the Moon         | 4:06 |
| 4.    | So the Story Goes       | 4:08 |
| 5.    | Run to the Sun          | 4:25 |
| 6.    | Always                  | 3:57 |
| 7.    | All Through the Years   | 4:59 |
| 8.    | Blues Away              | 5:01 |
| 9.    | Miracle                 | 4:12 |
| 10.   | Because You're So Sweet | 4:17 |
| 44:51 |                         |      |

### Réédition deluxe, 2021
| CD 1 – I Say I Say I Say (remasterisé) + Faces B | CD 1 – I Say I Say I Say (remasterisé) + Faces B | CD 1 – I Say I Say I Say (remasterisé) + Faces B | CD 1 – I Say I Say I Say (remasterisé) + Faces B | CD 1 – I Say I Say I Say (remasterisé) + Faces B | CD 1 – I Say I Say I Say (remasterisé) + Faces B | CD 1 – I Say I Say I Say (remasterisé) + Faces B | CD 1 – I Say I Say I Say (remasterisé) + Faces B | CD 1 – I Say I Say I Say (remasterisé) + Faces B | CD 1 – I Say I Say I Say (remasterisé) + Faces B |
| No                                               | Titre                                            | Durée                                            |                                                  |                                                  |                                                  |                                                  |                                                  |                                                  |                                                  |
| ------------------------------------------------ | ------------------------------------------------ | ------------------------------------------------ | ------------------------------------------------ | ------------------------------------------------ | ------------------------------------------------ | ------------------------------------------------ | ------------------------------------------------ | ------------------------------------------------ | ------------------------------------------------ |
| 1.                                               | Take Me Back                                     | 4:55                                             |                                                  |                                                  |                                                  |                                                  |                                                  |                                                  |                                                  |
| 2.                                               | I Love Saturday                                  | 4:02                                             |                                                  |                                                  |                                                  |                                                  |                                                  |                                                  |                                                  |
| 3.                                               | Man in the Moon                                  | 4:06                                             |                                                  |                                                  |                                                  |                                                  |                                                  |                                                  |                                                  |
| 4.                                               | So the Story Goes                                | 4:08                                             |                                                  |                                                  |                                                  |                                                  |                                                  |                                                  |                                                  |
| 5.                                               | Run to the Sun                                   | 4:25                                             |                                                  |                                                  |                                                  |                                                  |                                                  |                                                  |                                                  |
| 6.                                               | Always                                           | 3:57                                             |                                                  |                                                  |                                                  |                                                  |                                                  |                                                  |                                                  |
| 7.                                               | All Through the Years                            | 4:59                                             |                                                  |                                                  |                                                  |                                                  |                                                  |                                                  |                                                  |
| 8.                                               | Blues Away                                       | 5:01                                             |                                                  |                                                  |                                                  |                                                  |                                                  |                                                  |                                                  |
| 9.                                               | Miracle                                          | 4:12                                             |                                                  |                                                  |                                                  |                                                  |                                                  |                                                  |                                                  |
| 10.                                              | Because You're So Sweet                          | 4:19                                             |                                                  |                                                  |                                                  |                                                  |                                                  |                                                  |                                                  |
| 11.                                              | Tragic (live vocal)                              | 4:19                                             |                                                  |                                                  |                                                  |                                                  |                                                  |                                                  |                                                  |
| 12.                                              | Tenderest Moments                                | 5:29                                             |                                                  |                                                  |                                                  |                                                  |                                                  |                                                  |                                                  |
| 13.                                              | Ghost                                            | 6:13                                             |                                                  |                                                  |                                                  |                                                  |                                                  |                                                  |                                                  |
| 14.                                              | Truly, Madly, Deeply                             | 4:27                                             |                                                  |                                                  |                                                  |                                                  |                                                  |                                                  |                                                  |
| 15.                                              | Dodo                                             | 3:33                                             |                                                  |                                                  |                                                  |                                                  |                                                  |                                                  |                                                  |
| 16.                                              | Tragic                                           | 4:19                                             |                                                  |                                                  |                                                  |                                                  |                                                  |                                                  |                                                  |
| 72:32                                            |                                                  |                                                  |                                                  |                                                  |                                                  |                                                  |                                                  |                                                  |                                                  |

| CD 2 – Remixes + Raretés | CD 2 – Remixes + Raretés                                                             | CD 2 – Remixes + Raretés | CD 2 – Remixes + Raretés | CD 2 – Remixes + Raretés | CD 2 – Remixes + Raretés | CD 2 – Remixes + Raretés | CD 2 – Remixes + Raretés | CD 2 – Remixes + Raretés | CD 2 – Remixes + Raretés |
| No                       | Titre                                                                                | Durée                    |                          |                          |                          |                          |                          |                          |                          |
| ------------------------ | ------------------------------------------------------------------------------------ | ------------------------ | ------------------------ | ------------------------ | ------------------------ | ------------------------ | ------------------------ | ------------------------ | ------------------------ |
| 1.                       | Always (Extended mix)                                                                | 6:12                     |                          |                          |                          |                          |                          |                          |                          |
| 2.                       | I Love Saturday (Ian Levine remix)                                                   | 5:48                     |                          |                          |                          |                          |                          |                          |                          |
| 3.                       | Run to the Sun (Beatmasters Intergalactic mix)                                       | 3:55                     |                          |                          |                          |                          |                          |                          |                          |
| 4.                       | Always (Capella Club remix (edit))                                                   | 5:31                     |                          |                          |                          |                          |                          |                          |                          |
| 5.                       | Because You're so Sweet (BBC Radio 1 session)                                        | 4:07                     |                          |                          |                          |                          |                          |                          |                          |
| 6.                       | Heart of Glass (BBC Radio 1 session)                                                 | 2:50                     |                          |                          |                          |                          |                          |                          |                          |
| 7.                       | Siempre (Always sung in Spanish)                                                     | 3:55                     |                          |                          |                          |                          |                          |                          |                          |
| 8.                       | Run to the Sun (Set the Controls for the Heart of the Sun mix (Chris & Cosey remix)) | 6:21                     |                          |                          |                          |                          |                          |                          |                          |
| 9.                       | I Love Saturday (Demo version)                                                       | 2:19                     |                          |                          |                          |                          |                          |                          |                          |
| 10.                      | Miracle (Later with Jools recording)                                                 | 4:52                     |                          |                          |                          |                          |                          |                          |                          |
| 11.                      | Because You're so Sweet (Later with Jools recording)                                 | 3:34                     |                          |                          |                          |                          |                          |                          |                          |
| 12.                      | Always (Acoustic version)                                                            | 3:56                     |                          |                          |                          |                          |                          |                          |                          |
| 13.                      | So the Story Goes (Choral mix)                                                       | 4:13                     |                          |                          |                          |                          |                          |                          |                          |
| 14.                      | I Love Saturday (Flower mix)                                                         | 6:37                     |                          |                          |                          |                          |                          |                          |                          |
| 15.                      | Run to the Sun (The Diss-cuss mix)                                                   | 6:31                     |                          |                          |                          |                          |                          |                          |                          |
| 16.                      | Always (X-Dub Cut - Full Lenght version)                                             | 6:29                     |                          |                          |                          |                          |                          |                          |                          |
| 77:18                    |                                                                                      |                          |                          |                          |                          |                          |                          |                          |                          |